# Женска фудбалска репрезентација Парагваја
Женска фудбалска репрезентација Парагваја (шп. Selección femenina de fútbol de Paraguay је женски фудбалски тим који представља Парагваја на међународним такмичењима и такмичи се у Конфедерацији фудбалских савеза Јужне Америке (Конмебол). репрезентација никада није стигла до финалног дела Светског првенства, али је завршила на четвртом месту у Јужноамеричким шампионату за женама 2006, једини пут када нису елиминисане у групној фази. Већина утакмица репрезентације Парагваја су била на званичним турнирима, а веома мало пријатељских.

## Достигнућа

### Светско првенство за жене
| Светско првенство у фудбалу за жене резултати | Светско првенство у фудбалу за жене резултати | Светско првенство у фудбалу за жене резултати | Светско првенство у фудбалу за жене резултати | Светско првенство у фудбалу за жене резултати | Светско првенство у фудбалу за жене резултати | Светско првенство у фудбалу за жене резултати | Светско првенство у фудбалу за жене резултати |
| Година                                        | Резултат                                      | Ута                                           | Поб                                           | Нер                                           | Изг                                           | ГД                                            | ГП                                            |
| --------------------------------------------- | --------------------------------------------- | --------------------------------------------- | --------------------------------------------- | --------------------------------------------- | --------------------------------------------- | --------------------------------------------- | --------------------------------------------- |
| 1991.                                         | Није учествовала                              | Није учествовала                              | Није учествовала                              | Није учествовала                              | Није учествовала                              | Није учествовала                              | Није учествовала                              |
| 1995.                                         | Није учествовала                              | Није учествовала                              | Није учествовала                              | Није учествовала                              | Није учествовала                              | Није учествовала                              | Није учествовала                              |
| 1999.                                         | Није се квалификовала                         | Није се квалификовала                         | Није се квалификовала                         | Није се квалификовала                         | Није се квалификовала                         | Није се квалификовала                         | Није се квалификовала                         |
| 2003.                                         | Није се квалификовала                         | Није се квалификовала                         | Није се квалификовала                         | Није се квалификовала                         | Није се квалификовала                         | Није се квалификовала                         | Није се квалификовала                         |
| 2007.                                         | Није се квалификовала                         | Није се квалификовала                         | Није се квалификовала                         | Није се квалификовала                         | Није се квалификовала                         | Није се квалификовала                         | Није се квалификовала                         |
| 2011.                                         | Није се квалификовала                         | Није се квалификовала                         | Није се квалификовала                         | Није се квалификовала                         | Није се квалификовала                         | Није се квалификовала                         | Није се квалификовала                         |
| 2015.                                         | Није се квалификовала                         | Није се квалификовала                         | Није се квалификовала                         | Није се квалификовала                         | Није се квалификовала                         | Није се квалификовала                         | Није се квалификовала                         |
| 2019.                                         | Није се квалификовала                         | Није се квалификовала                         | Није се квалификовала                         | Није се квалификовала                         | Није се квалификовала                         | Није се квалификовала                         | Није се квалификовала                         |
| 2023.                                         | Није играно                                   | Није играно                                   | Није играно                                   | Није играно                                   | Није играно                                   | Није играно                                   | Није играно                                   |
| Укупно                                        | -                                             | -                                             | -                                             | -                                             | -                                             | -                                             | -                                             |

### Олимпијске игре
| Олимпијске игре резултати | Олимпијске игре резултати | Олимпијске игре резултати | Олимпијске игре резултати | Олимпијске игре резултати | Олимпијске игре резултати | Олимпијске игре резултати | Олимпијске игре резултати |
| Година                    | Резултат                  | Ута                       | Поб                       | Нер                       | Изг                       | ГД                        | ГП                        |
| ------------------------- | ------------------------- | ------------------------- | ------------------------- | ------------------------- | ------------------------- | ------------------------- | ------------------------- |
| 1996.                     | Није учествовала          | Није учествовала          | Није учествовала          | Није учествовала          | Није учествовала          | Није учествовала          | Није учествовала          |
| 2000.                     | Није се квалификовала     | Није се квалификовала     | Није се квалификовала     | Није се квалификовала     | Није се квалификовала     | Није се квалификовала     | Није се квалификовала     |
| 2004.                     | Није се квалификовала     | Није се квалификовала     | Није се квалификовала     | Није се квалификовала     | Није се квалификовала     | Није се квалификовала     | Није се квалификовала     |
| 2008.                     | Није се квалификовала     | Није се квалификовала     | Није се квалификовала     | Није се квалификовала     | Није се квалификовала     | Није се квалификовала     | Није се квалификовала     |
| 2012.                     | Није се квалификовала     | Није се квалификовала     | Није се квалификовала     | Није се квалификовала     | Није се квалификовала     | Није се квалификовала     | Није се квалификовала     |
| 2016.                     | Није се квалификовала     | Није се квалификовала     | Није се квалификовала     | Није се квалификовала     | Није се квалификовала     | Није се квалификовала     | Није се квалификовала     |
| 2020.                     | Није се квалификовала     | Није се квалификовала     | Није се квалификовала     | Није се квалификовала     | Није се квалификовала     | Није се квалификовала     | Није се квалификовала     |
| 2024.                     | Није играно               | Није играно               | Није играно               | Није играно               | Није играно               | Није играно               | Није играно               |
| Укупно                    | -                         | -                         | -                         | -                         | -                         | -                         | -                         |

### Копа Америка за жене
| Копа Америка за жене рекорд | Копа Америка за жене рекорд | Копа Америка за жене рекорд | Копа Америка за жене рекорд | Копа Америка за жене рекорд | Копа Америка за жене рекорд | Копа Америка за жене рекорд | Копа Америка за жене рекорд |
| Година                      | Резултат                    | Ута                         | Поб                         | Нер                         | Изг                         | ГД                          | ГП                          |
| --------------------------- | --------------------------- | --------------------------- | --------------------------- | --------------------------- | --------------------------- | --------------------------- | --------------------------- |
| 1991.                       | Није учествовала            | Није учествовала            | Није учествовала            | Није учествовала            | Није учествовала            | Није учествовала            | Није учествовала            |
| 1995.                       | Није учествовала            | Није учествовала            | Није учествовала            | Није учествовала            | Није учествовала            | Није учествовала            | Није учествовала            |
| 1998.                       | Групна фаза                 | 4                           | 2                           | 0                           | 2                           | 6                           | 10                          |
| 2003.                       | Групна фаза                 | 2                           | 1                           | 0                           | 1                           | 3                           | 4                           |
| 2006.                       | Четврто место               | 7                           | 3                           | 1                           | 3                           | 13                          | 16                          |
| 2010.                       | Групна фаза                 | 4                           | 2                           | 0                           | 2                           | 8                           | 6                           |
| 2014.                       | Групна фаза                 | 4                           | 2                           | 0                           | 2                           | 14                          | 9                           |
| 2018.                       | Групна фаза                 | 4                           | 2                           | 1                           | 1                           | 7                           | 7                           |
| 2022.                       | Није играно                 | Није играно                 | Није играно                 | Није играно                 | Није играно                 | Није играно                 | Није играно                 |
| укупно                      | 6/8                         | 25                          | 12                          | 2                           | 11                          | 51                          | 52                          |

*Нерешени мечеви укључују нокаут мечеве који су донети једанаестерци.

### Панамеричке игре
| Панамеричке игре резултати | Панамеричке игре резултати | Панамеричке игре резултати | Панамеричке игре резултати | Панамеричке игре резултати | Панамеричке игре резултати | Панамеричке игре резултати | Панамеричке игре резултати | Панамеричке игре резултати |
| Година                     | Резулта                    | Ута                        | Поб                        | Нер*                       | Изг                        | ГД                         | ГП                         |                            |
| -------------------------- | -------------------------- | -------------------------- | -------------------------- | -------------------------- | -------------------------- | -------------------------- | -------------------------- | -------------------------- |
| 1999.                      | Није учествовала           | Није учествовала           | Није учествовала           | Није учествовала           | Није учествовала           | Није учествовала           | Није учествовала           |                            |
| 2003.                      | Није учествовала           | Није учествовала           | Није учествовала           | Није учествовала           | Није учествовала           | Није учествовала           | Није учествовала           |                            |
| 2007.                      | Групна фаза                | 4                          | 0                          | 1                          | 3                          | 4                          | 18                         |                            |
| 2011.                      | Није се квалификовала      | Није се квалификовала      | Није се квалификовала      | Није се квалификовала      | Није се квалификовала      | Није се квалификовала      | Није се квалификовала      |                            |
| 2015.                      | Није се квалификовала      | Није се квалификовала      | Није се квалификовала      | Није се квалификовала      | Није се квалификовала      | Није се квалификовала      | Није се квалификовала      |                            |
| 2019.                      | Четврто место              | 5                          | 2                          | 1                          | 2                          | 5                          | 6                          |                            |
| Укупно                     | 2/6                        | 9                          | 2                          | 2                          | 5                          | 9                          | 24                         |                            |

*Нерешени мечеви укључују нокаут мечеве који су донети једанаестерци.